# Mark Perry
Mark Perry est un éditeur britannique de fanzine, également écrivain et musicien. En 1976, il lance le célèbre Sniffin' Glue (And Other Rock 'n' Roll Habits).

## Biographie
Perry est un employé de banque quand, inspiré par The Ramones, il décide de créer le fanzine punk Sniffin' Glue (And Other Rock 'n' Roll Habits) en 1976. La publication s'arrête en août 1977 lorsqu'il lance son propre groupe, Alternative TV, formé avec Alex Fergusson. 
Entre-temps, au début de 1977 Perry forme le label « Step Forward » avec Miles Copeland. Ils sortent entre autres les premiers titres de The Fall, The Cortinas, Sham 69 et Chelsea.

## Période "Alternative TV"
Alternative TV (ou "ATV") sort son premier single Love Lies Limp en tant que disque flexi offert avec le numéro 12 de Sniffin' Glue en 1977.
Par la suite, le groupe édite les singles suivants chez Deptford Fun City records :
- How Much Longer / You Bastard (1977),
- Life After Life / Life After Dub (1978),
- Action Time Vision / Another Coke (1978).

Ferguson quitte le groupe à cause d'une divergence de point de vue musical avant la sortie de leur premier album, The Image Has Cracked en 1978.
Il y aura deux singles supplémentaires, The Force Is Blind / Lost In Room (1979) et Love Lies Limp / Life (1979), le dernier sort alors que le groupe est déjà complètement dissout.
Un deuxième album a également vu le jour, Vibing Up The Senile Man en 1979.

## Solo
En 1980, il réalise un album solo, Snappy Turns, toujours pour le label Deptford Fun City. Il sera suivi par le 45 tours Whole World's Down On Me, une reprise du titre de Ken Boothe, ce qui sera son dernier travail avec Deptford Fun City.
You Cry Your Tears, un autre 45 tours, sort en 1980 chez le label NB.
Perry collabore ensuite avec "The Good Missionaries", "The Reflection" et "The Door And The Window".
Dans les années 1990, il fait partie de Baby Ice Dog.
Alternative TV se reforme occasionnellement depuis pour jouer dans différents concerts, à la fois au Royaume-Uni et aux États-Unis.